# Tramonti
Tramonti (SA) là một đô thị (comune) thuộc tỉnh Salerno trong vùng Campania của Ý. Tramonti (SA) có diện tích km2, dân số là người (thời điểm ngày).